# Montagnes et mer
Montagnes et mer – en anglais Mountains and Sea – est un tableau réalisé par la peintre américaine Helen Frankenthaler en 1952, à l'âge de vingt-trois ans. De format horizontal, cette peinture à l'huile et au fusain est un paysage qui prétend représenter les montagnes tombant dans l'océan Atlantique en Nouvelle-Écosse, province du Canada dont l'artiste revient de voyage. Si sa composition erratique s'apparente davantage à celle d'une aquarelle abstraite, c'est du fait de la technique proche du dripping que la créatrice invente pour l'exécuter : la matière picturale est versée sur la toile posée au sol après avoir été
diluée avec de la térébenthine, de sorte qu'elle ne se dépose pas à la surface mais en imprègne la trame elle-même, comme une teinture.  Cette œuvre pionnière de la stain painting est conservée dans les collections de la fondation dédiée à Frankenthaler, laquelle la prête à la National Gallery of Art de Washington.